# Markus Beerbaum
Markus Beerbaum (Adelebsen, 16 de noviembre de 1970) es un jinete alemán que compitió en la modalidad de salto ecuestre. Su hermano Ludger compitió en el mismo deporte; y está casado con la jinete Meredith Michaels.
Ganó una medalla de oro en el Campeonato Mundial de Saltos Ecuestres de 1998 y una medalla de oro en el Campeonato Europeo de Saltos Ecuestres de 1997, ambas en la prueba por equipos.

## Palmarés internacional
| Campeonato Mundial | Campeonato Mundial  | Campeonato Mundial | Campeonato Mundial |
| Año                | Lugar               | Medalla            | Categoría          |
| ------------------ | ------------------- | ------------------ | ------------------ |
| 1998               | Roma (Italia)       | Medalla de oro     | Por equipos        |
| Campeonato Europeo |                     |                    |                    |
| Año                | Lugar               | Medalla            | Categoría          |
| 1997               | Mannheim (Alemania) | Medalla de oro     | Por equipos        |